# Matsunaga Hideki
Hideki Matsunaga (松永 英機, sinh ngày 8 tháng 2 năm 1963) là một huấn luyện viên và cựu cầu thủ bóng đá người Nhật Bản.

## Sự nghiệp Huấn luyện viên
Hideki Matsunaga đã dẫn dắt Verdy Kawasaki, Ventforet Kofu, Vissel Kobe và FC Gifu.